# The Reckoning (álbum)
The Reckoning é o quarto álbum de estúdio da banda Pillar, lançado a 3 de Outubro de 2006.
O álbum recebeu uma nomeação para os Prémios Grammy, na categoria Best Rock or Rap Gospel Album, sendo a primeira nomeação Grammy da banda.

## Faixas
1. "Everything" - 3:15
2. "Awake" - 3:24
3. "When Tomorrow Comes" - 3:43
4. "The Reckoning" - 3:21
5. "Tragedy" - 3:36
6. "Last Goodbye" - 3:56
7. "Angel In Disguise" - 5:05
8. "Elysian" - 1:51
9. "Crossfire" - 3:56
10. "Resolution" - 3:28
11. "Sometimes" - 3:49
12. "Wherever the Wind Blows" - 4:15
13. "Chasing Shadows at Midnight" - 4:56
14. "Dangerous" - 3:22
  - Faixa bónus

### Edição especial (DVD)
1. "Fireproof"
2. "Hypnotized"
3. "Simply"
4. "Everything"
5. "Tragedy"
6. "Underneath It All"
7. "Aftershock"
8. "Crossfire"
9. "Bring Me Down"
10. "Frontline"